# Whistler Sliding Centre
Koordinaten: 50° 6′ 27″ N, 122° 56′ 42″ W
Das Whistler Sliding Centre ist eine Kunsteisbahn für den Rennrodel-, Skeleton- und Bob-Sport im Fitzsimmons-Creek-Tal in Whistler, Kanada. Sie war Austragungsort für die Rennrodel-, Skeleton- und Bobwettbewerbe bei den Olympischen Winterspielen 2010 in Vancouver. Der Bau der Bahn hat 68 Millionen Euro gekostet.

## Geschichte
Vancouver setzte sich 2003 gegen Pyeongchang und Salzburg als Austragungsort der Olympischen Winterspiele 2010 durch. Daraufhin wurde am 15. November 2004 der Bau eines Eiskanals bekannt gegeben.

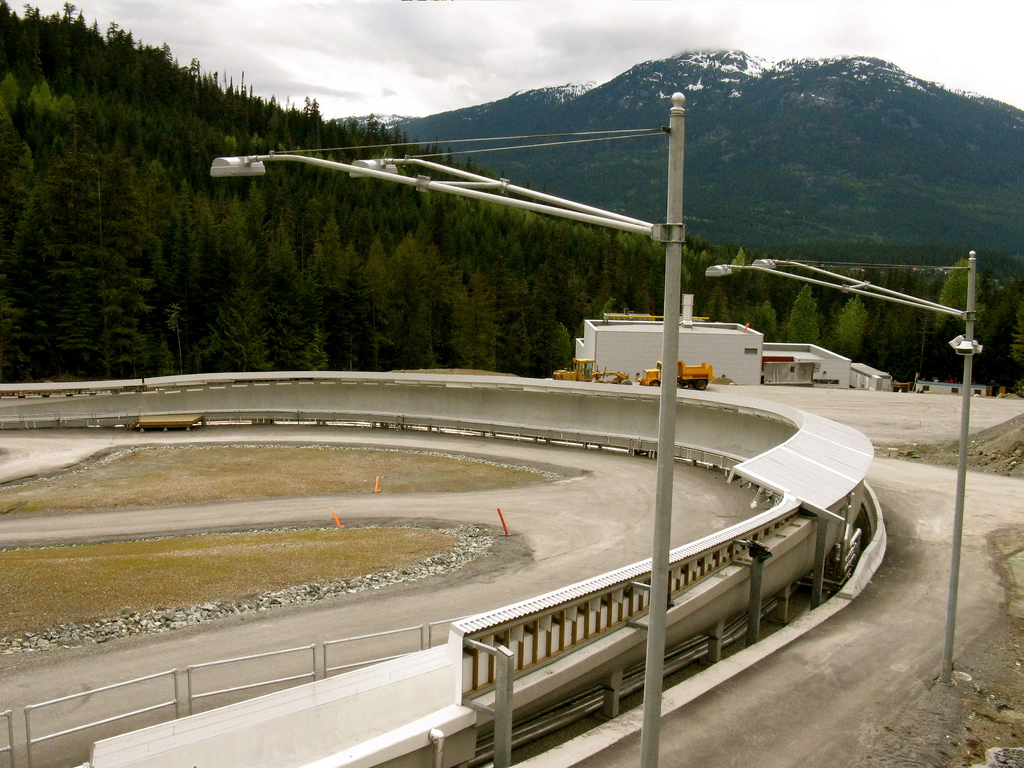
Kurve 6 Whistler Sliding Centre im Juni 2008.

Der grundlegende Entwurf und die fahrdynamischen Berechnungen erfolgten durch Udo Gurgel vom Leipziger Ingenieurbüro Gurgel + Partner (IBG), die Detailplanung übernahm Stantec Architecture Limited, ein Architekturbüro, welches auch die Eisbahn in Park City, Utah (USA), dem Austragungsort der Olympischen Spiele 2002, entwarf.
Die Einrichtung der Baustelle begann am 1. Juni 2005. Vom Juni 2005 bis zum Dezember 2007 waren ständig mindestens 60 Arbeiter mit dem Bau beschäftigt, während der Hauptbauzeit im Sommer 2006 waren es sogar bis zu 500 Arbeiter. Im November 2007 waren die Bauarbeiten abgeschlossen. Die anschließende Testphase dauerte bis in das Jahr 2008.
Die anfänglich mit 55 Mio. kanadischen Dollar veranschlagten Baukosten wurden mit letztendlichen Kosten von 100 Mio. kanadischen Dollar weit übertroffen, sollen sich durch das Training von internationalen Mannschaften aber selbst tragen.
Beim Abschlusstraining am 12. Februar 2010, wenige Stunden vor der Eröffnungsfeier der olympischen Wettbewerbe, starb der georgische Rennrodler Nodar Kumaritaschwili. Er erlag seinen schweren Verletzungen, die er bei einem Unfall im Zielbereich erlitten hatte, nachdem er in der Thunderbird-Kurve, der letzten der 16 Kurven der 1374 Meter langen Bahn, ins Schleudern geraten, nach der Kurve aus der Bahn katapultiert worden und dabei gegen einen zur Bahn offen stehenden Stahlträger der Bahnüberdachung geprallt war. Die letzte Geschwindigkeitsmessung kurz vor der bereits wieder leicht bergan führenden Zielkurve hatte 144 km/h betragen. Trotz der sofortigen Reanimierungsmaßnahmen der Helfer verstarb der Georgier noch auf dem Weg ins Krankenhaus.

## Kritik und Reaktionen
Bereits vor dem Tod Kumaritaschwilis war Kritik an der Planung des Whistler Sliding Centre laut geworden; die Bahn wurde von vielen Athleten als zu schnell und unkontrollierbar bewertet. Es wurden Geschwindigkeiten von mehr als 150 km/h erreicht, deutlich mehr als die ursprünglich geplante Höchstgeschwindigkeit von etwa 135 km/h. Diesen Kritikpunkten wurden während der olympischen Rodelwettbewerbe kontinuierlich Rechnung getragen, indem die Renndistanzen verkürzt wurden, so dass die Herren vom Damenstart begannen, die Damen und die Doppelsitzer vom Juniorenstart. Für die Bobwettbewerbe wurde versucht, die Bahn durch Anpassung der Eisdicke insbesondere in der meistkritisierten Kurvenkombination 11–12–13–14 zu entschärfen. Trotzdem kam es in den Trainings und auch in den Wettkampfläufen zu zahlreichen Stürzen mit zum Teil ernsteren Verletzungen, nach denen sich mehrere Teams entschlossen, sich aus den Bobwettbewerben zurückzuziehen.

## Rekorde
Auf dieser Bahn wurde bei den Trainingsläufen zu den XXI. Olympischen Winterspielen, mit 154 km/h, die höchste je gemessene Geschwindigkeit beim Rennrodeln gemessen. Aufgestellt wurde dieser Rekord von Manuel Pfister.
Bahnrekorde
| Rodeln Einsitzer Männer           | Rodeln Einsitzer Frauen                     | Rodeln Doppelsitzer Männer                           | Rodeln Doppelsitzer Frauen                                     | Rodeln Teamstaffel |
| --------------------------------- | ------------------------------------------- | ---------------------------------------------------- | -------------------------------------------------------------- | --- |
| 49,798 Sekunden – 2022 Felix Loch | 38,394 Sekunden – 2018 Natalie Geisenberger | 38,249 Sekunden – 2022 Toni Eggert / Sascha Benecken | 38,806 Sekunden – 2025 Jessica Degenhardt / Cheyenne Rosenthal | 2:03,791 Minuten – 2013 Natalie Geisenberger, Felix Loch, Tobias Wendl / Tobias Arlt 2:50,361 Minuten – 2025 Julia Taubitz, Hannes Orlamünder / Paul Gubitz, Max Langenhan, Jessica Degenhardt / Cheyenne Rosenthal |

| Zweierbob Männer                                                                | Zweierbob Frauen                                       | Viererbob                                                                 | Skeleton Männer                    | Skeleton Frauen                    |
| ------------------------------------------------------------------------------- | ------------------------------------------------------ | ------------------------------------------------------------------------- | ---------------------------------- | ---------------------------------- |
| 51,57 Sekunden – 2010 Thomas Florschütz, Richard Adjei André Lange, Kevin Kuske | 52,85 Sekunden – 2010 Kaillie Humphries, Heather Moyse | 50,66 Sekunden – 2017 Lamin Deen, Ben Simons, Toby Olubi, Andrew Matthews | 51,99 Sekunden – 2017 Yun Sung-bin | 53,68 Sekunden – 2010 Amy Williams |

Startrekorde
| Rodeln Einsitzer Männer               | Rodeln Einsitzer Frauen                    | Rodeln Doppelsitzer Männer                            | Rodeln Doppelsitzer Frauen                                    |
| ------------------------------------- | ------------------------------------------ | ----------------------------------------------------- | ------------------------------------------------------------- |
| 6,930 Sekunden – 2011 Johannes Ludwig | 3,348 Sekunden – 2013 Natalie Geisenberger | 3,232 Sekunden – 2022 Ludwig Rieder / Patrick Rastner | 3,368 Sekunden – 2022 Jessica Degenhardt / Cheyenne Rosenthal |

| Zweierbob Männer                                  | Zweierbob Frauen                                      | Viererbob                                                                      | Skeleton Männer                          | Skeleton Frauen                 |
| ------------------------------------------------- | ----------------------------------------------------- | ------------------------------------------------------------------------------ | ---------------------------------------- | ------------------------------- |
| 4,70 Sekunden – 2009 Beat Hefti, Thomas Lamparter | 5,11 Sekunden – 2010 Kaillie Humphries, Heather Moyse | 4,70 Sekunden – 2010 André Lange, Kevin Kuske, Martin Putze, Alexander Rödiger | 4,48 Sekunden – 2010 Alexander Tretjakow | 4,90 Sekunden – 2010 Anja Huber |